# 1874 na literatura

## Eventos
- É publicado pela 1ª vez, nas Velas, ilha de São Jorge, o primeiro número do jornal “A Esperança”. Semanário literário e de anúncios, de que era redactor José Maria de Sousa.

## Nascimentos
| Data          | Nome                          | Profissão             | Nacionalidade  | Observações | Ref |
| ------------- | ----------------------------- | --------------------- | -------------- | ----------- | --- |
| 25 de Janeiro | William Somerset Maugham      | escritor e dramaturgo | Inglaterra     | m. 1965     |     |
| 15 de Março   | Henrique Castriciano de Souza | escritor              | Brasil         | m. 1947     |     |
| 26 de Março   | Robert Frost                  | escritor              | Estados Unidos | m. 1963     |     |
| 29 de Maio    | G. K. Chesterton              | escritor              | Inglaterra     | m. 1936     |     |

## Mortes
| Data           | Nome              | Profissão | Nacionalidade   | Observações | Ref |
| -------------- | ----------------- | --------- | --------------- | ----------- | --- |
| 9 de Fevereiro | Condessa de Ségur | escritora | Rússia / França | n. 1799     |     |